# Liste der Biografien/Stad
Liste der Biografien |
Portal Biografien |
Personensuche
# |
A |
B |
C |
D |
E |
F |
G |
H |
I |
J |
K |
L |
M |
N |
O |
P |
Q |
R |
S |
T |
U |
V |
W |
X |
Y |
Z |
?
 
Sa |
Sb |
Sc |
Sd |
Se |
Sf |
Sg |
Sh |
Si |
Sj |
Sk |
Sl |
Sm |
Sn |
So |
Sp |
Sq |
Sr |
Ss |
St |
Su |
Sv |
Sw |
Sy |
Sz
 
Sta |
Ste |
Sth |
Sti |
Stj |
Stl |
Sto |
Str |
Sts |
Stt |
Stu |
Stv |
Stw |
Sty
 
Staa |
Stab |
Stac |
Stad |
Stae |
Staf |
Stag |
Stah |
Stai |
Staj |
Stak |
Stal |
Stam |
Stan |
Stap |
Star |
Stas |
Stat |
Stau |
Stav |
Staw |
Stax |
Stay |
Staz
Die Liste der Biografien führt alle Personen auf, die in der deutschsprachigen Wikipedia einen Artikel haben. Dieses ist eine Teilliste mit 345 Einträgen von Personen, deren Namen mit den Buchstaben „Stad“ beginnt.

## Stad
- Stad-de Jong, Xenia (1922–2012), niederländische Leichtathletin

### Stada
- Stadaas, Kasper (* 1994), norwegischer Skilangläufer

### Stade
- Stade, André (* 1971), deutscher SchlagersängerAndré Stade (* 1971)

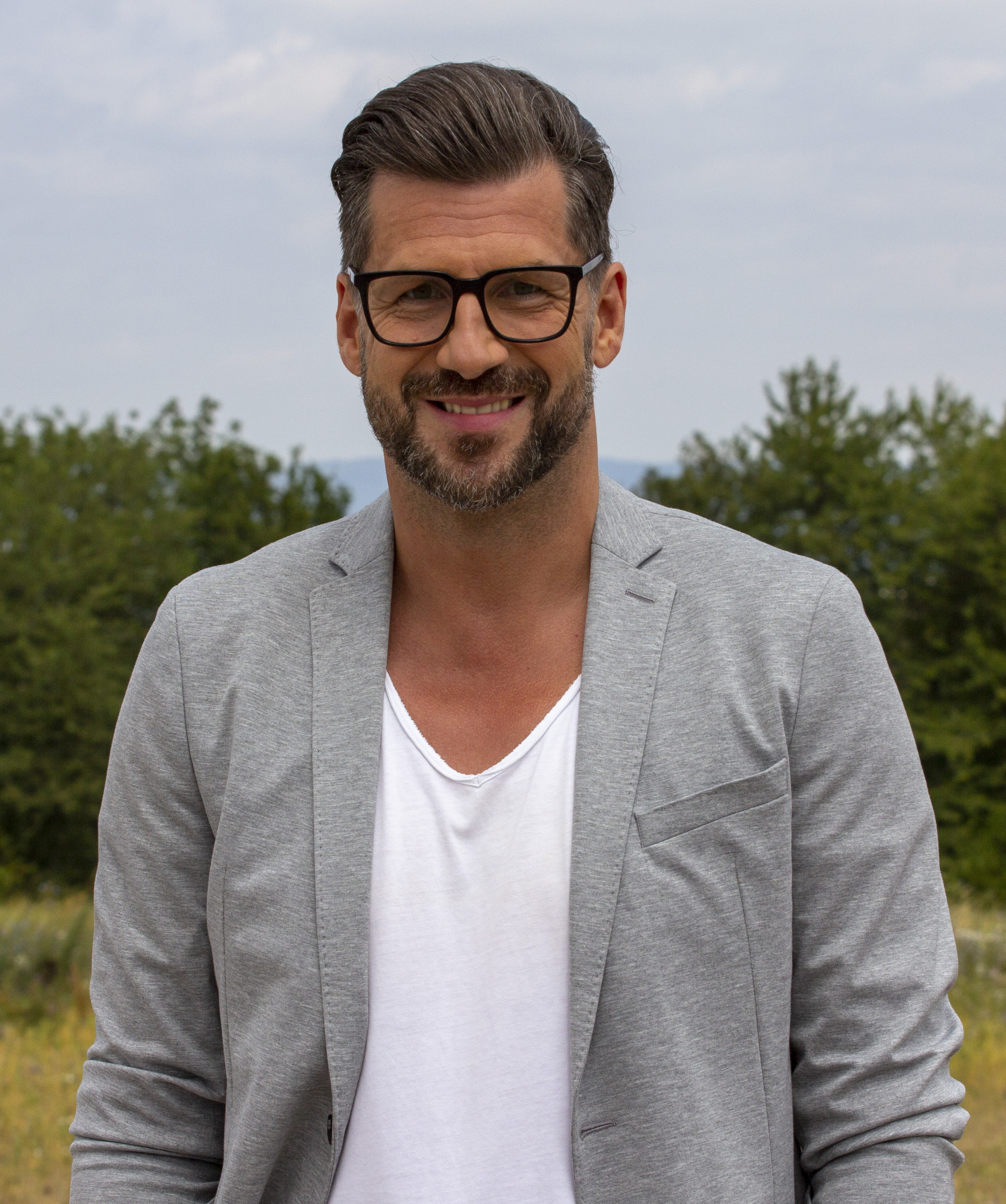
André Stade (* 1971)

- Stade, Bernhard (1848–1906), deutscher protestantischer Theologe und Alttestamentler
- Stade, Carl (1900–1945), deutscher Widerstandskämpfer gegen den Nationalsozialismus
- Stade, Dietrich von (1674–1733), schwedischer Regierungsrat und Gesandter (1717–1733) am Immerwährenden Reichstag
- Stade, Franz (1855–1942), deutscher Architekt, Hochschullehrer und Fachbuchautor
- Stade, Frederica von (* 1945), US-amerikanische Opernsängerin (Mezzosopran)
- Stade, Friedrich (1844–1928), deutscher Musiker und Musikschriftsteller
- Stade, Hans (1888–1987), deutscher Gewerkschafter (Metallarbeiterverband, DGB) und Politiker (SPD, USPD), MdL
- Stade, Klaus-Günter (* 1953), deutscher Fußballspieler
- Stade, Kurt (1899–1971), deutscher Althistoriker
- Stade, Leonie (* 1988), deutsche Regisseurin und Model
- Stade, Martin (1931–2018), deutscher Schriftsteller
- Stade, Paul (1854–1931), deutscher Maler und Zeichenlehrer
- Stade, Wilhelm (1817–1902), deutscher Organist, Dirigent und Komponist
- Stadel, Bernd (* 1963), deutscher Stadtplaner und Politiker
- Stadel, Christoph (* 1938), österreichisch-kanadischer Geograph
- Stadel, George (1881–1952), US-amerikanischer Tennisspieler
- Städel, Heinrich Daniel (1771–1857), Landtagsabgeordneter Großherzogtum Hessen
- Städel, Johann Friedrich (1728–1816), deutscher Privatbankier und Mäzen
- Stadel, Karl (1916–1943), deutscher Turner
- Stadel, Kurt (1940–2020), deutscher Stimmenimitator
- Stadel, Oliver (* 1969), deutscher Schauspieler
- Stadel, Willi (1912–1999), deutscher Gerätturner, Olympiasieger und Lehrer
- Stadelbauer, Jörg (* 1944), deutscher Geograph
- Stadelberger, Franz Xaver (1772–1841), bayerischer Bürgermeister
- Städele, Auguste (1879–1966), deutsche Bäuerin und Fotografin
- Städele, Christoph (1744–1811), deutscher Hutmacher und Dichter
- Stadeler, Elke (* 1961), deutsche Kommunalpolitikerin (parteilos)Elke Stadeler (* 1961)

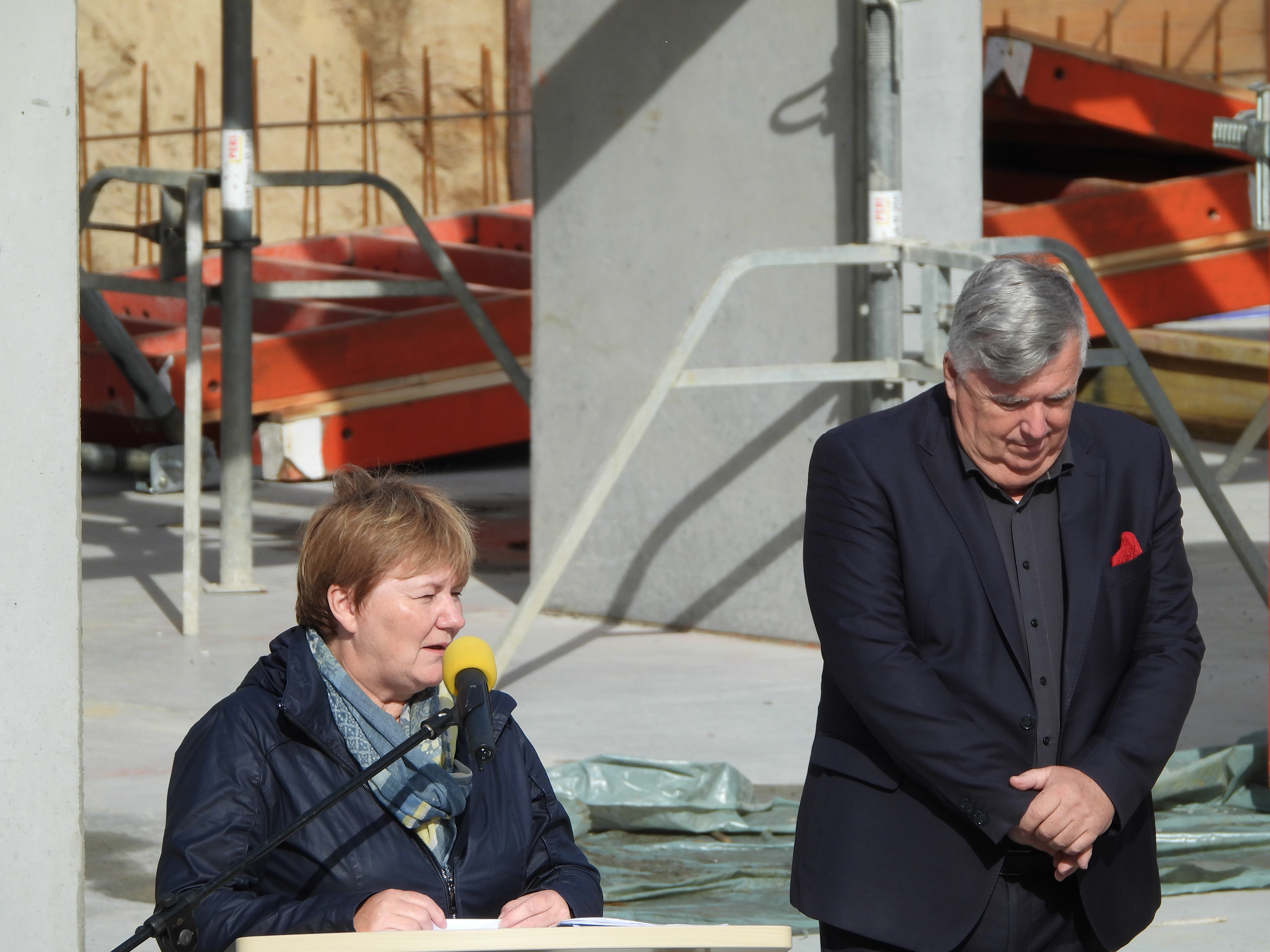
Elke Stadeler (* 1961)

- Städeler, Georg (1821–1871), deutscher Chemiker und Hochschullehrer
- Stadelhofer, Carmen (* 1947), deutsche Wissenschaftlerin
- Stadelhofer, Emil (1872–1961), deutscher Bildhauer
- Stadelhofer, Emil A. (1915–1977), Schweizer Botschafter
- Stadelmaier, Gerhard (* 1950), deutscher Journalist und Theaterkritiker
- Stadelmaier, Herbert (1916–2009), deutscher Gewerkschafter
- Stadelmaier, Martin (* 1958), deutscher Politiker (SPD)
- Stadelmaier, Philipp (* 1984), deutscher Filmkritiker, Filmwissenschaftler, freier Autor und Dramatiker
- Stadelman, Peter J. (1871–1954), US-amerikanischer Geschäftsmann und Politiker
- Stadelmann, Alfons (1921–1996), österreichischer Politiker (ÖVP), Landtagsabgeordneter zum Vorarlberger Landtag
- Stadelmann, Aljoscha (* 1974), deutscher Schauspieler
- Stadelmann, Carl (1782–1844), deutscher Diener von Johann Wolfgang von Goethe, Sekretär und Kopist
- Stadelmann, Christian (1959–2019), deutscher Violinist und Mitglied der Berliner Philharmoniker
- Stadelmann, Eduard (1920–2006), österreichischer Botaniker Schweizer Herkunft
- Stadelmann, Edwin (1932–1991), österreichischer Salvatorianer und Militärseelsorger
- Stadelmann, Ernst Philipp (1894–1972), deutscher Maler
- Stadelmann, Eugen (1919–1998), österreichischer Lehrer und Heimatdichter
- Stadelmann, Franz (* 1942), Schweizer Jodler, Komponist und Volksmusikant
- Stadelmann, Franz (* 1954), Schweizer Ethnologe, Entwicklungshelfer und Publizist
- Stadelmann, Fridolin (1877–1948), österreichischer Politiker (CSP) und Sägewerkbesitzer, Landtagsabgeordneter zum Vorarlberger Landtag
- Stadelmann, H. August (1847–1902), deutscher Buchbinder, Schriftsteller und Fotograf
- Stadelmann, Hans (1918–2011), Schweizer Politiker (CVP)
- Stadelmann, Heinrich (1865–1948), deutscher Psychiater und Schriftsteller
- Stadelmann, Helge (* 1952), deutscher baptistischer Theologe, Professor für Praktische Theologie und Rektor der Freien Theologischen Hochschule Gießen
- Stadelmann, Ingeborg (* 1956), deutsche Hebamme, Fachbuchautorin, Aromaexpertin, Verlegerin und Referentin
- Stadelmann, Ingmar (* 1980), deutscher Stand-up-Comedian, Sprecher und RadiomoderatorIngmar Stadelmann (* 1980)

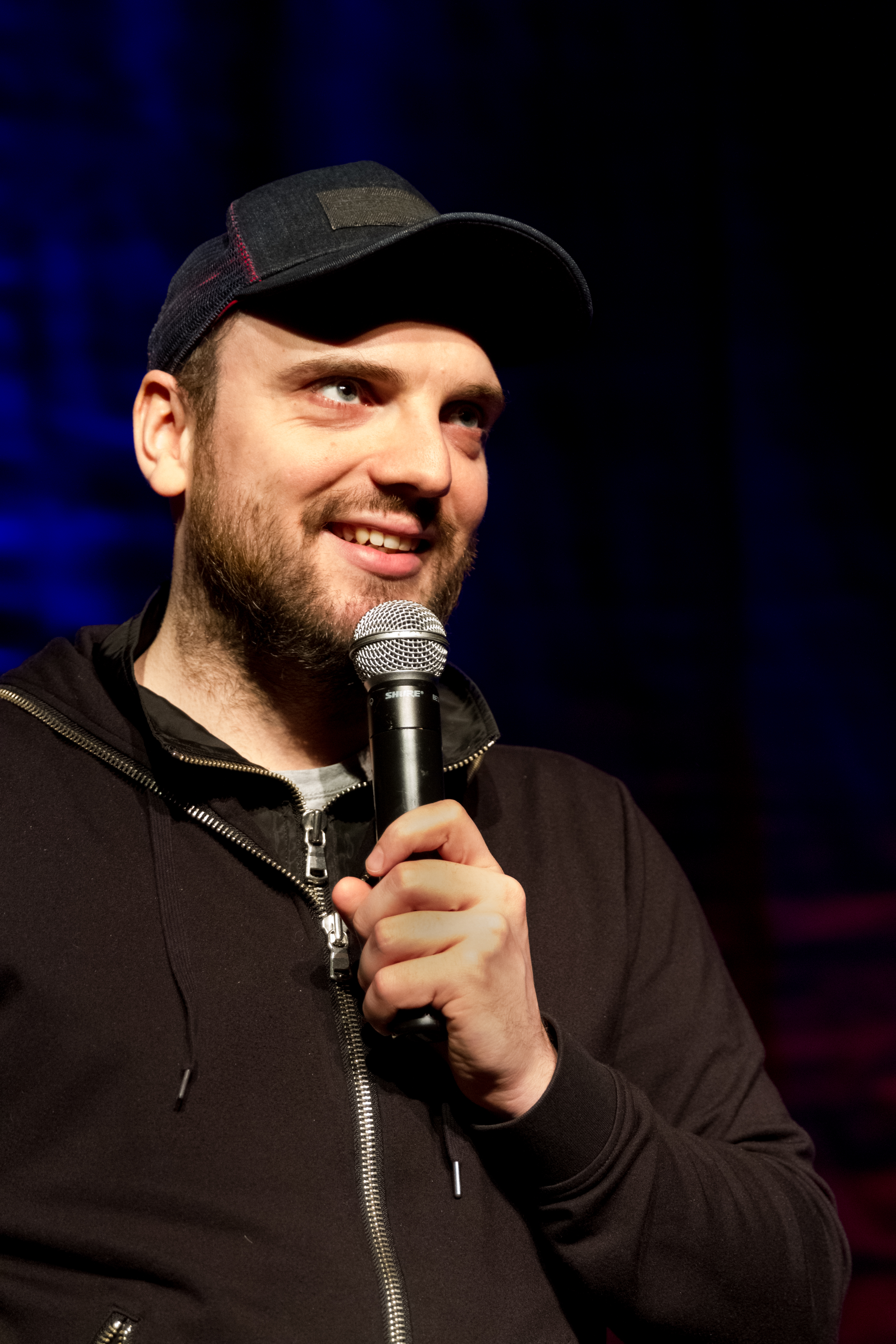
Ingmar Stadelmann (* 1980)

- Stadelmann, Jenjira (* 1999), Schweizer Badmintonspielerin
- Stadelmann, Joe (1940–2003), Schweizer Schauspieler, Autor und Regisseur
- Stadelmann, Josef (1885–1969), Schweizer Bankdirektor
- Stadelmann, Jürgen (* 1959), deutscher Politiker (CDU), MdL
- Stadelmann, Karin (* 1985), Schweizer Politikerin (Die Mitte) und Erziehungswissenschaftlerin
- Stadelmann, Leopold (1901–1981), österreichischer Orgelbauer
- Stadelmann, Li (1900–1993), deutsche Pianistin, Cembalistin und Musikpädagogin
- Stadelmann, Matthias (* 1967), deutscher Historiker
- Stadelmann, Nadine (* 1997), Schweizer Unihockeyspielerin
- Stadelmann, Otto (1874–1952), deutscher Jurist
- Stadelmann, Rafael (* 1984), Schweizer Radballer
- Stadelmann, Rainer (1933–2019), deutscher Ägyptologe
- Stadelmann, René (* 1974), Schweizer Radrennfahrer
- Stadelmann, Reto (* 1977), Schweizer Komponist und Dirigent
- Stadelmann, Robert (* 1972), österreichischer Nordischer Kombinierer
- Stadelmann, Rudolf (1813–1891), deutscher Agrarwissenschaftler
- Stadelmann, Rudolf (1902–1949), deutscher Historiker und Hochschullehrer
- Stadelmann, Sabrina (* 1991), Schweizer Duathletin und Triathletin
- Stadelmann, Thilo (* 1980), deutscher Informatiker und HochschullehrerThilo Stadelmann (* 1980)
- Stadelmann, Thomas (* 1958), Schweizer Jurist

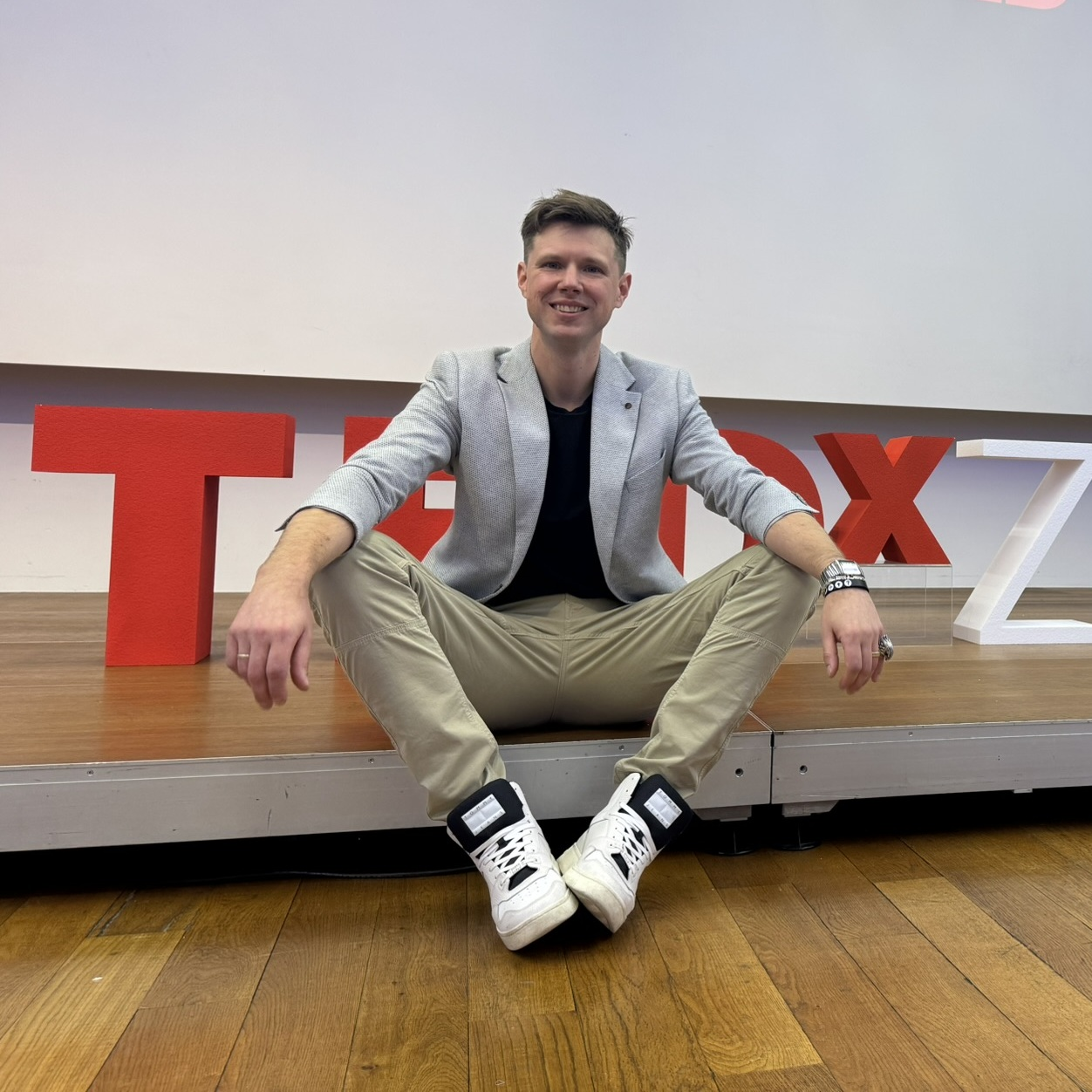
Thilo Stadelmann (* 1980)

- Stadelmann-Steffen, Isabelle (* 1979), Schweizer Politologin
- Stadelmayer, Franz (1891–1971), deutscher Jurist und Politiker
- Stademann, Adolf (1824–1895), deutscher Landschaftsmaler
- Stademann, Ferdinand von (1791–1873), deutscher Zeichner, Lithograf und Staatsbeamter
- Staden, Berndt von (1919–2014), deutscher Diplomat
- Staden, Hans, deutscher Landsknecht in Diensten portugiesischer Konquistadoren und Autor des ersten Buches über Brasilien
- Staden, Heinrich von (* 1545), deutscher Abenteurer, Schriftsteller und Diplomat
- Staden, Heinrich von (* 1939), deutsch-amerikanischer Klassischer Philologe sowie Wissenschafts- und Medizinhistoriker
- Staden, Johann, deutscher Organist und Komponist
- Staden, Marina (* 1955), deutsche Volleyballspielerin
- Staden, Sigmund Theophil, deutscher Organist, Komponist, Stadtpfeifer, Maler und Dichter
- Staden, Wendelgard von (* 1925), deutsche Schriftstellerin
- Stadener, Sam (* 1938), schwedischer Kinderdarsteller
- Stadener, Sam. (1872–1937), schwedischer lutherischer Theologe und Politiker
- Stader, Maria (1911–1999), Schweizer Opernsängerin (Lyrischer Sopran)
- Stadermann, Peter (* 1940), deutscher Politiker (PDS, parteilos), MdV, MdL
- Stades, Johannes (1610–1681), katholischer Priester, Abt des Klosters Marienfeld

### Stadh
- Stadhouders, Bram (* 1987), niederländischer Jazz- und Improvisationsmusiker (Gitarre, Elektronik, Komposition)
- Stadhouders, Jasper (* 1989), niederländischer Jazzmusiker

### Stadi
- Stadié, Bernhard (1833–1895), deutscher Pfarrer, Historiker und Heimatforscher in Westpreußen
- Stadie, Eric (* 1996), deutscher Volleyball- und BeachvolleyballspielerEric Stadie (* 1996)

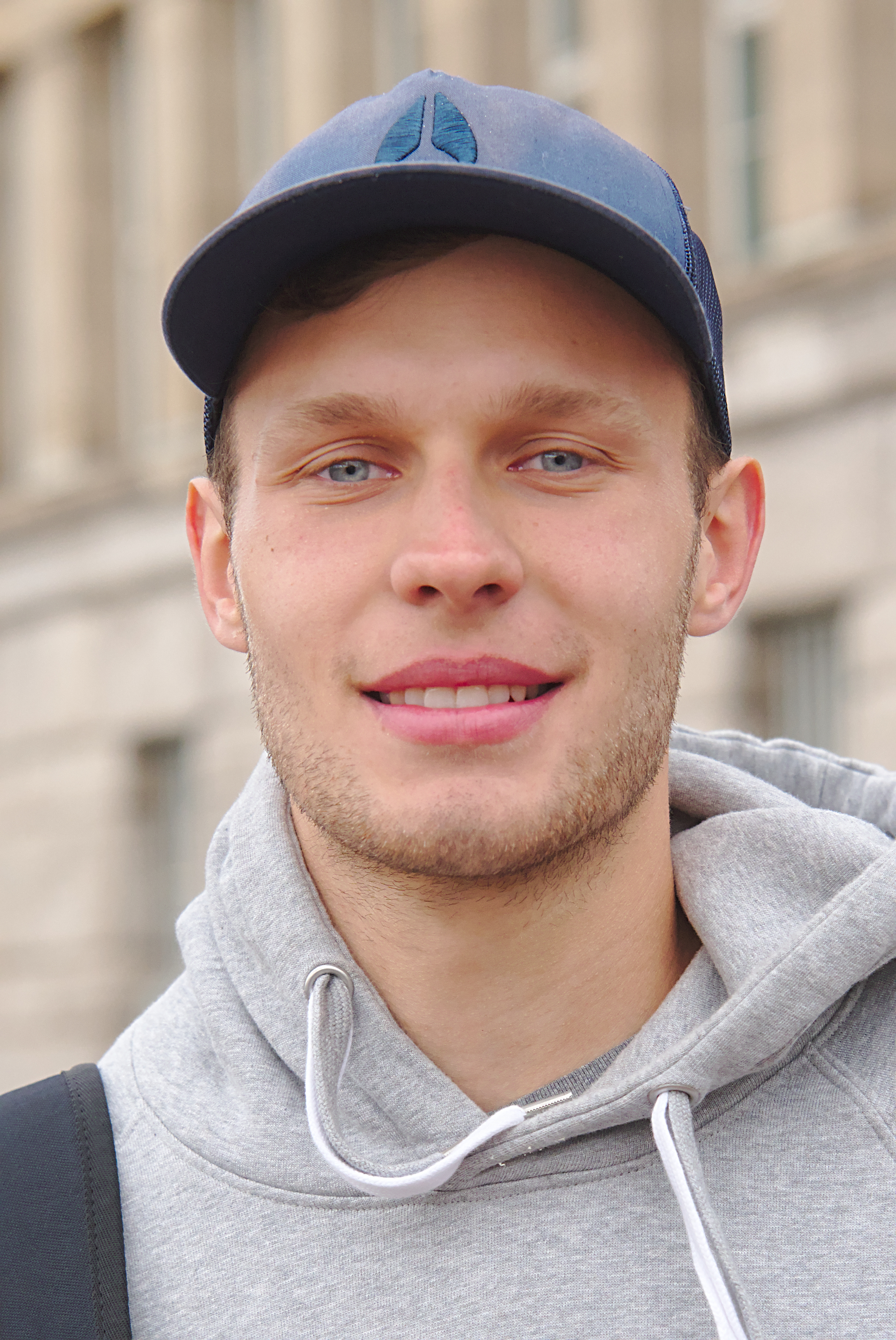
Eric Stadie (* 1996)

- Stadie, Holger (* 1945), deutscher Jurist und Hochschullehrer
- Stadie, Karl (1847–1924), deutscher Generalmajor und Heimatforscher
- Stadie, Otto (1897–1977), deutscher Krankenpfleger und verurteilter Kriegsverbrecher
- Stadie, William C. (1886–1959), US-amerikanischer Mediziner
- Stadig, Mia (* 1966), schwedische Biathletin
- Stading, Francisca (1763–1836), deutsche Opernsängerin (Sopran)
- Städing, Karl-Heinz (1928–2008), deutscher Politiker (SPD), MdA
- Städing, Sabine (* 1965), deutsche Autorin
- Stadinger, István (* 1927), ungarischer kommunistischer Politiker, Mitglied des Parlaments
- Stadion und Thannhausen, Franz Konrad von (1679–1757), Fürstbischof von Bamberg
- Stadion und Thannhausen, Philipp von (1799–1868), österreichischer General
- Stadion, Anton Heinrich Friedrich von (1691–1768), Großhofmeister im Kurfürstentum Mainz
- Stadion, Christoph Rudolf von (1638–1700), Dompropst und Hofratspräsident im Kurfürstentum Mainz
- Stadion, Christoph von (1478–1543), Bischof von Augsburg (1517–1543)
- Stadion, Emerich von (1838–1901), österreichischer Schriftsteller
- Stadion, Franz Conrad von (1615–1685), Prälat sowie Dompropst in Bamberg und Würzburg
- Stadion, Franz Kaspar von (1637–1704), deutscher Adeliger und Fürstbischof von Lavant (1673–1704)
- Stadion, Franz Seraph von (1806–1853), österreichischer Staatsmann
- Stadion, Friedrich Lothar von (1761–1811), Domherr und Diplomat
- Stadion, Friedrich von (1774–1821), deutscher Chemiker und Gutsbesitzer
- Stadion, Johann Kaspar von (1567–1641), Hochmeister des Deutschen Ordens
- Stadion, Johann Philipp von (1763–1824), österreichischer StaatsmannJohann Philipp von Stadion (1763–1824)

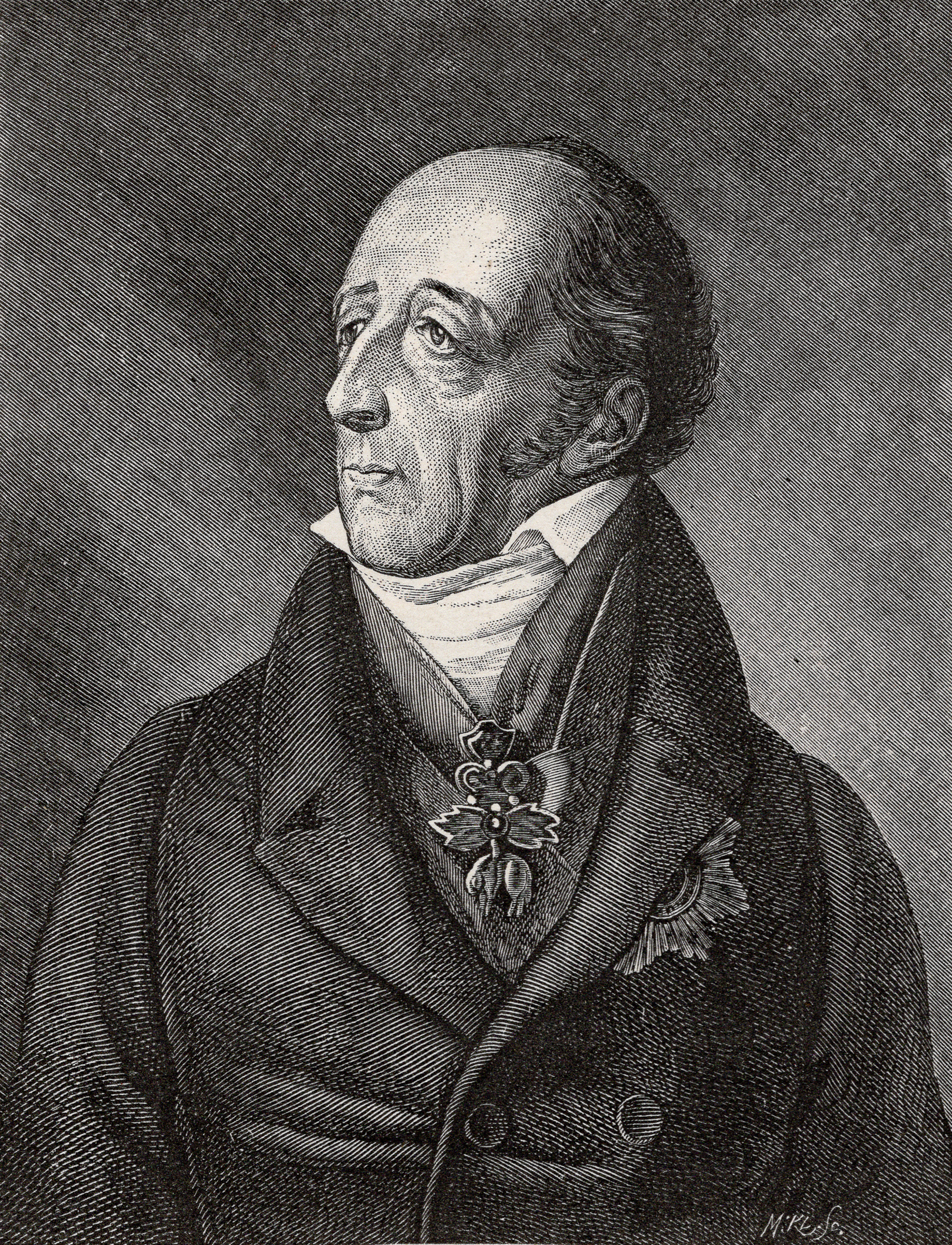
Johann Philipp von Stadion (1763–1824)

- Stadion, Johann Theobald von († 1585), Domherr in mehreren Bistümern, Domdekan in Mainz
- Stadion, Maria Maximiliana von (1736–1818), Äbtissin des Damenstifts Buchau
- Stadius, Johannes (1527–1579), flandrischer Astronom, Astrologe und Mathematiker

### Stadl
- Stadl, Josef von (1828–1893), österreichischer Baumeister und Architekt
- Stadl, Peter von (1869–1919), österreichischer Baumeister und Architekt
- Stadlbauer, Bettina (* 1967), österreichische Politikerin (SPÖ), Abgeordnete zum Nationalrat
- Stadlbauer, Clemens (* 1963), österreichischer Journalist und Schriftsteller
- Stadlbauer, Erwin (* 1957), deutscher Materialkundler und Denkmalpfleger
- Stadlbauer, Hans (* 1945), bayerischer Volksschauspieler
- Stadlbaur, Max von (1808–1866), deutscher römisch-katholischer Theologe, Priester, Hochschullehrer, Rektor der Universität München
- Stadlberger, Jacob (1832–1899), deutscher Landwirt und Politiker (LRP), MdR
- Stadlen, Peter (1910–1996), österreichischer Komponist, Pianist und Musikwissenschaftler
- Stadler, Achim (1961–2022), deutscher Radrennfahrer
- Stadler, Albert (1817–1890), Schweizer Oberstdivisionär
- Stadler, Alexander (* 1999), deutscher Hockeyspieler
- Stadler, Alexei (* 1991), russischer Cellist
- Stadler, Alfons (1926–2006), deutscher Politiker (CDU)
- Stadler, Alois (1814–1877), deutscher Politiker, Gemeindevorsteher, Gastwirt und Landwirt
- Stadler, Andreas (1896–1941), österreichischer Gewichtheber
- Stadler, Anna Maria (* 1992), österreichische Schriftstellerin
- Stadler, Anton (1753–1812), österreichischer Klarinettist
- Stadler, Anton (1920–2016), Schweizer Politiker
- Stadler, Anton von (1850–1917), österreichisch-deutscher Maler
- Stadler, Arnold (* 1954), deutscher SchriftstellerArnold Stadler (* 1954)

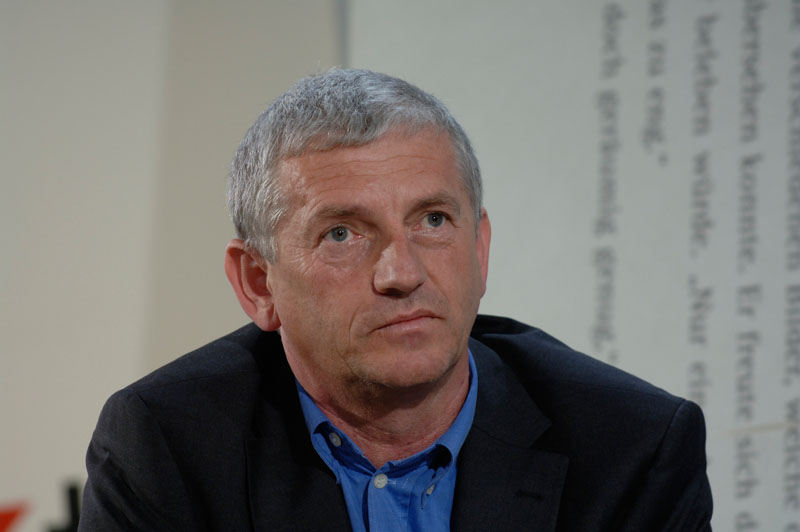
Arnold Stadler (* 1954)

- Stadler, Arthur (1892–1937), österreichischer Grafiker und Sänger
- Stadler, Astrid (* 1959), deutsche Rechtswissenschaftlerin
- Stadler, Astrid (* 1961), österreichische Politikerin (ÖVP), Abgeordneter zum Nationalrat
- Stadler, August (1850–1910), Schweizer Philosoph
- Stadler, Beda M. (* 1950), Schweizer Biologe
- Stadler, Carmen (* 1978), Schweizer Filmemacherin, Drehbuchautorin und Regisseurin
- Stadler, Christine (1922–2001), deutsche Bildhauerin und Keramikerin
- Städler, Christoph (* 1951), deutscher Golfplatzarchitekt, Amateurgolfer
- Stadler, Christopher (* 1994), österreichischer Fußballspieler
- Stadler, Chrysostomos (1665–1721), Schweizer Benediktinerpater
- Stadler, Clarissa (* 1966), österreichische Journalistin, Moderatorin und SchriftstellerinClarissa Stadler (* 1966)

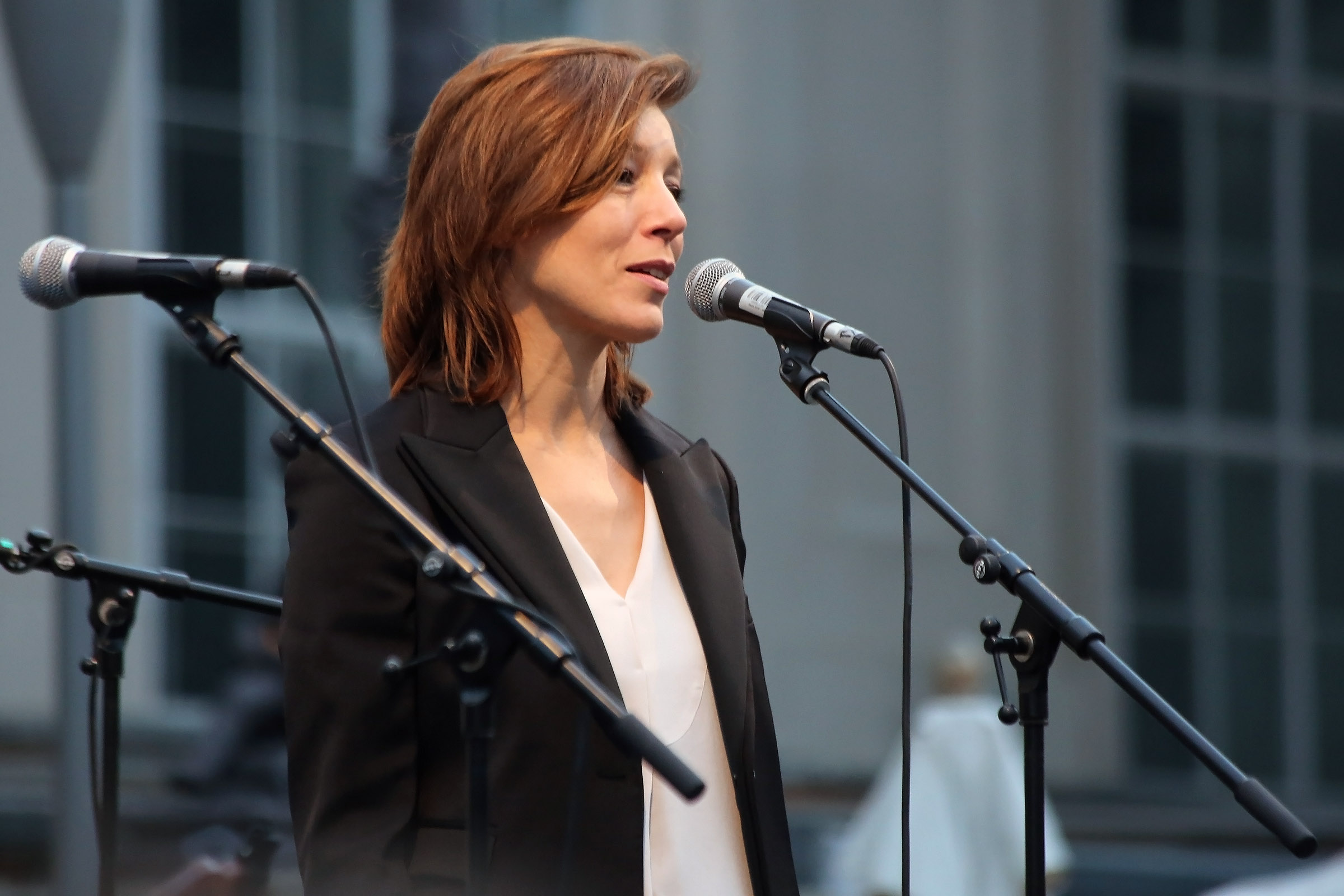
Clarissa Stadler (* 1966)

- Stadler, Craig (* 1953), US-amerikanischer Golfer
- Stadler, Daniel (1705–1764), deutscher Jesuit, Beichtvater und Berater des Bayerischen Kurfürsten Max III. Joseph
- Stadler, Dieter (* 1952), österreichischer Historiker und Politologe
- Stadler, Edmund (1908–1979), deutscher Mittelstreckenläufer
- Stadler, Edmund (1912–2005), Schweizer Theaterwissenschaftler
- Stadler, Elfriede (1930–1968), österreichische Designerin und Keramikerin
- Stadler, Elisabeth (* 1961), österreichische Managerin
- Stadler, Emil (1853–1917), Schweizer Unternehmer, Oberstleutnant und Politiker
- Stadler, Erich Walter (1927–1968), deutscher Bildhauer
- Stadler, Ernst (1883–1914), elsässischer Lyriker
- Stadler, Ernst (1908–1981), Schweizer Unternehmer und Ingenieur
- Stadler, Ewald (* 1961), österreichischer Politiker (FPÖ), Landtagsabgeordneter, Abgeordneter zum Nationalrat, MdEP
- Stadler, Felix (* 1995), österreichischer Politiker (Die Grünen), Landtagsabgeordneter
- Stadler, Ferdinand (1813–1870), Schweizer Architekt
- Stadler, Florian (* 1973), deutscher SchauspielerFlorian Stadler (* 1973)

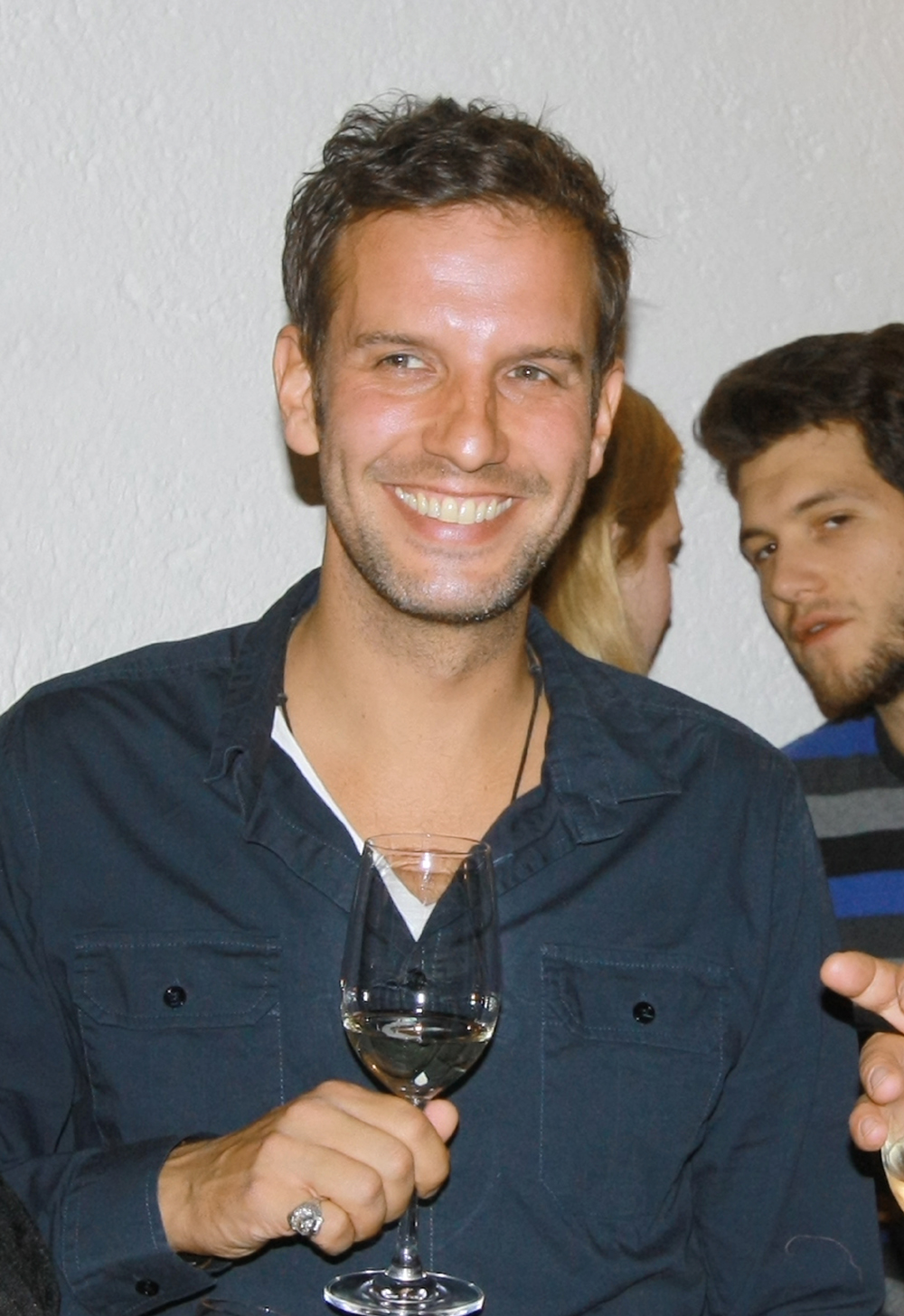
Florian Stadler (* 1973)

- Stadler, Franz (1898–1999), österreichischer Zauberkünstler
- Stadler, Franz (1913–2000), deutscher ADAC-Präsident und Förderer des ersten Rettungshubschraubers
- Stadler, Franz Xaver (1789–1865), deutscher Kaufmann und Stifter
- Stadler, Friedrich (* 1951), österreichischer Wissenschaftshistoriker
- Stadler, Fritz (1892–1965), österreichischer Politiker (SDAP); Landtagsabgeordneter zum Vorarlberger Landtag
- Stadler, Gerhard (* 1956), österreichischer Wirtschafts- und Sozialhistoriker und Professor
- Stadler, Gert (* 1939), österreichischer Montanwissenschaftler
- Stadler, Gertraud (* 1974), deutsche Psychologin
- Stadler, Hans (1875–1962), deutscher Ornithologe
- Stadler, Hans Conrad (1788–1846), Schweizer Architekt
- Stadler, Hansruedi (* 1953), Schweizer Politiker (CVP)
- Stadler, Harald (* 1959), österreichischer Archäologe
- Stadler, Heiner (1942–2018), deutsch-amerikanischer Musikproduzent und Jazzmusiker
- Stadler, Heiner (* 1948), deutscher Journalist und Dokumentarfilmer
- Stadler, Heinrich (* 1962), deutscher Schauspieler und Braumeister
- Stadler, Herbert (1880–1943), deutscher Verwaltungsjurist
- Stadler, Heribert (* 1964), deutscher Fußballspieler
- Stadler, Hermann (1861–1921), deutscher Medizin- und Naturwissenschaftshistoriker
- Stadler, Hermann (* 1961), österreichischer Fußballspieler und -trainer
- Stadler, Hermann August (1861–1918), Schweizer Architekt
- Stadler, Imelda (* 1959), Schweizer Politikerin (FPD)
- Stadler, Ingeborg (* 1936), deutsche Sportfunktionärin
- Stadler, Irmgard (* 1937), deutsch-österreichische Sängerin
- Stadler, Jakob (1808–1873), deutscher Buchdrucker, Bürgermeister von Konstanz
- Stadler, Joachim (* 1970), deutscher Fußballspieler und TrainerJoachim Stadler (* 1970)

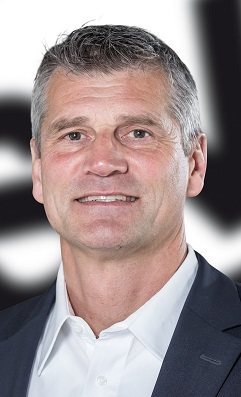
Joachim Stadler (* 1970)

- Stadler, Joerg (* 1961), deutscher Schauspieler
- Stadler, Johann (1804–1859), österreichischer Porträtmaler und Lithograph
- Stadler, Johann Carl (* 1768), österreichischer Theaterschauspieler, Theaterintendant und Sänger
- Stadler, Johann Evangelist (1804–1868), bayerischer Theologe und Enzyklopädist
- Stadler, Johann Jakob (1819–1855), Schweizer Maler
- Stadler, Johann Karl (1871–1917), österreichischer Baumeister und Architekt
- Stadler, Johann Nepomuk (1755–1804), österreichischer Klarinettist und Bassetthornspieler
- Stadler, Johann Rudolf (1605–1637), Schweizer Uhrmacher
- Stadler, Johannes (1797–1849), Schweizer Jurist und Politiker, Tagsatzungsgesandter
- Stadler, Josef (1843–1918), kroatischer Erzbischof von Vrhbosna
- Stadler, Josef (1880–1946), deutscher Landrat
- Stadler, Josef (1906–1984), deutscher Widerstandskämpfer gegen den Nationalsozialismus und Politiker (SED)
- Stadler, Josef (1919–1983), Schweizer Unternehmer
- Stadler, Josef (* 1956), deutscher Fußballspieler
- Stadler, Josef Aurel (1778–1837), deutscher Agrarreformer
- Stadler, Joseph (1796–1859), österreichischer Musiker und Komponist
- Stadler, Joseph (1880–1950), US-amerikanischer Leichtathlet
- Stadler, Joseph Anton (1661–1708), Schweizer Politiker
- Stadler, Julius (1828–1904), Schweizer Architekt, Aquarellist und Hochschullehrer
- Stadler, Karl (1757–1822), Schweizer Abt der Benediktiner und Bibliothekar
- Stadler, Karl (1921–2012), Schweizer Geistlicher der Benediktiner und Künstler
- Stadler, Karl Heinz (1932–2022), deutscher Sportfunktionär
- Stadler, Karl Maria (* 1888), deutscher Graphiker
- Stadler, Karl R. (1913–1987), österreichischer Zeitgeschichte-Historiker
- Stadler, Kevin (* 1980), US-amerikanischer Golfspieler
- Stadler, Klemens (1908–1975), deutscher Archivar und Heraldiker
- Stadler, Krista (* 1942), österreichische SchauspielerinKrista Stadler (* 1942)

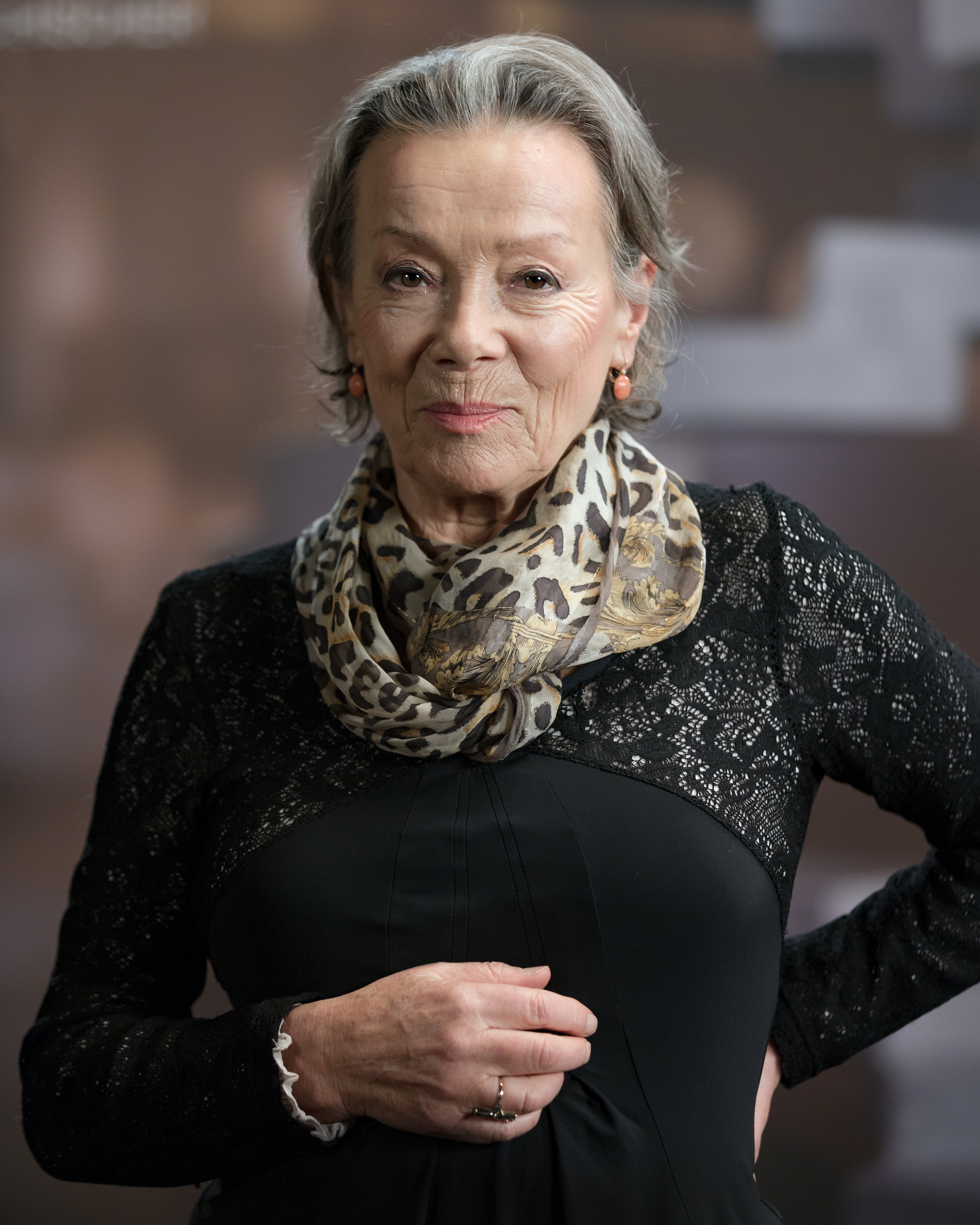
Krista Stadler (* 1942)

- Stadler, Lewis (1896–1954), US-amerikanischer Genetiker
- Stadler, Lisa (* 1988), österreichische Seglerin
- Stadler, Livio (* 1998), Schweizer Eishockeyspieler
- Stadler, Luise (1864–1942), Schweizer Malerin, Töpferin und Gründerin einer Kunstschule
- Stadler, Lukas (* 1990), österreichischer Fußballspieler
- Stadler, Maria (1905–1985), deutsche Volksschauspielerin
- Stadler, Markus (* 1948), Schweizer Politiker (glp)
- Stadler, Markus (* 1972), deutscher Sachbuchautor
- Stadler, Martin (* 1944), Schweizer Schriftsteller
- Stadler, Martin Andreas (* 1973), deutscher Ägyptologe
- Stadler, Matthias (* 1966), österreichischer Politiker (SPÖ)
- Stadler, Max (1949–2013), deutscher Politiker (FDP), MdB und Richter
- Stadler, Maximilian (1748–1833), österreichischer Komponist, Musikhistoriker und Pianist
- Stadler, Michael (1941–2020), deutscher Psychologe
- Stadler, Monika (* 1963), österreichische Harfenistin und Komponistin
- Stadler, Nina (* 1995), Schweizer Tennisspielerin
- Stadler, Normann (* 1973), deutscher TriathletNormann Stadler (* 1973)

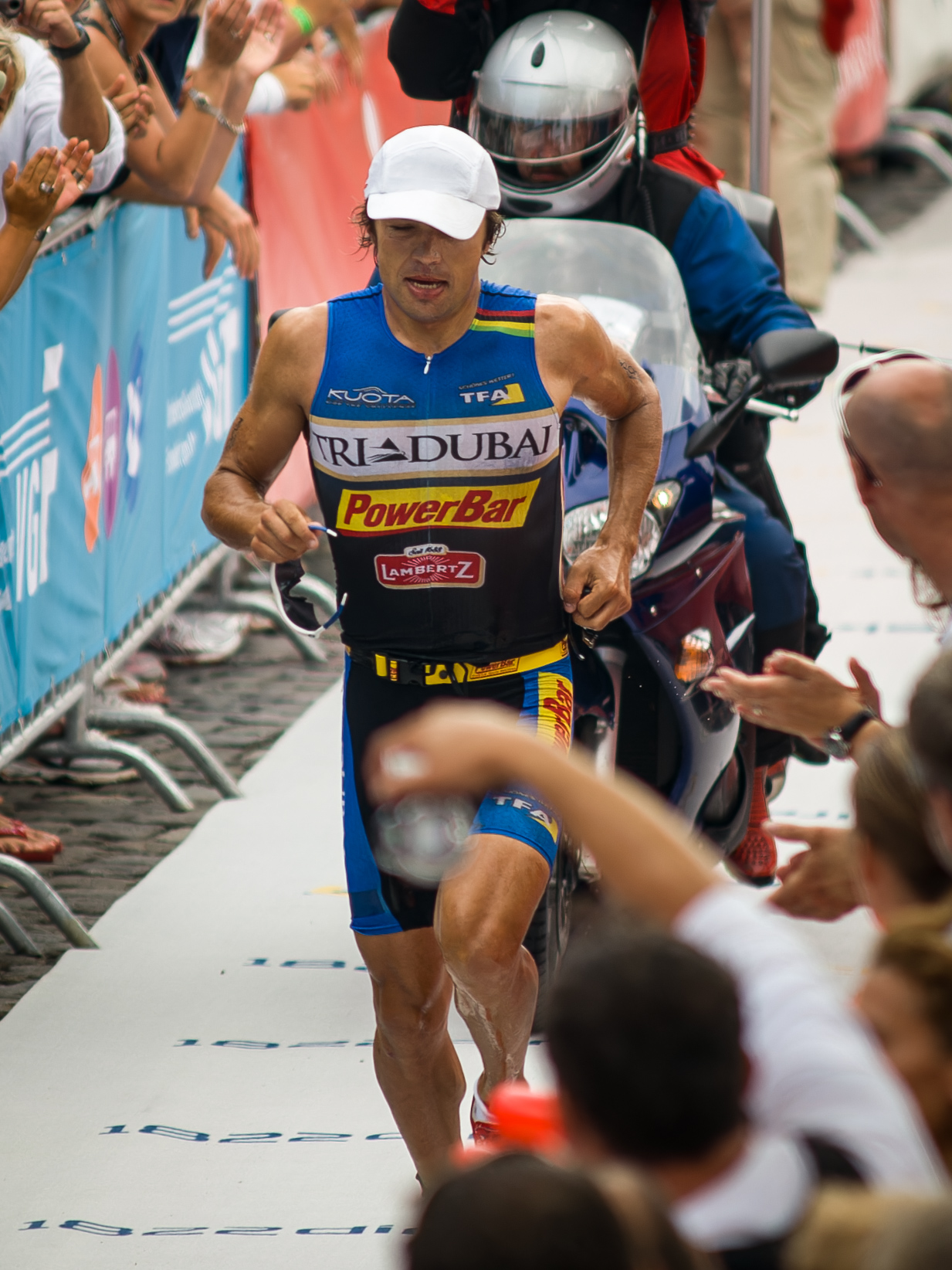
Normann Stadler (* 1973)

- Stadler, Paul (* 1956), österreichischer Politiker (FPÖ), Bezirksvorsteher von Simmering
- Stadler, Peter (1925–2012), Schweizer Historiker
- Stadler, Peter F. (* 1965), österreichischer Bioinformatiker und Chemiker
- Stadler, Peter J. W. (* 1945), deutscher Chemiker und Biotechnologe
- Stadler, Rainer (* 1958), Schweizer Journalist
- Stadler, Rainer (* 1967), deutscher Journalist
- Stadler, Ralf (* 1964), deutscher Politiker (AfD), MdL
- Stadler, Reimund (1956–1998), deutscher Chemiker
- Stadler, Robert (1706–1765), österreichischer Ordensgeistlicher, Abt des Schottenstiftes
- Stadler, Roland (* 1959), Schweizer Tennisspieler
- Stadler, Rupert (* 1951), römisch-katholischer Theologe
- Stadler, Rupert (* 1963), deutscher ManagerRupert Stadler (* 1963)

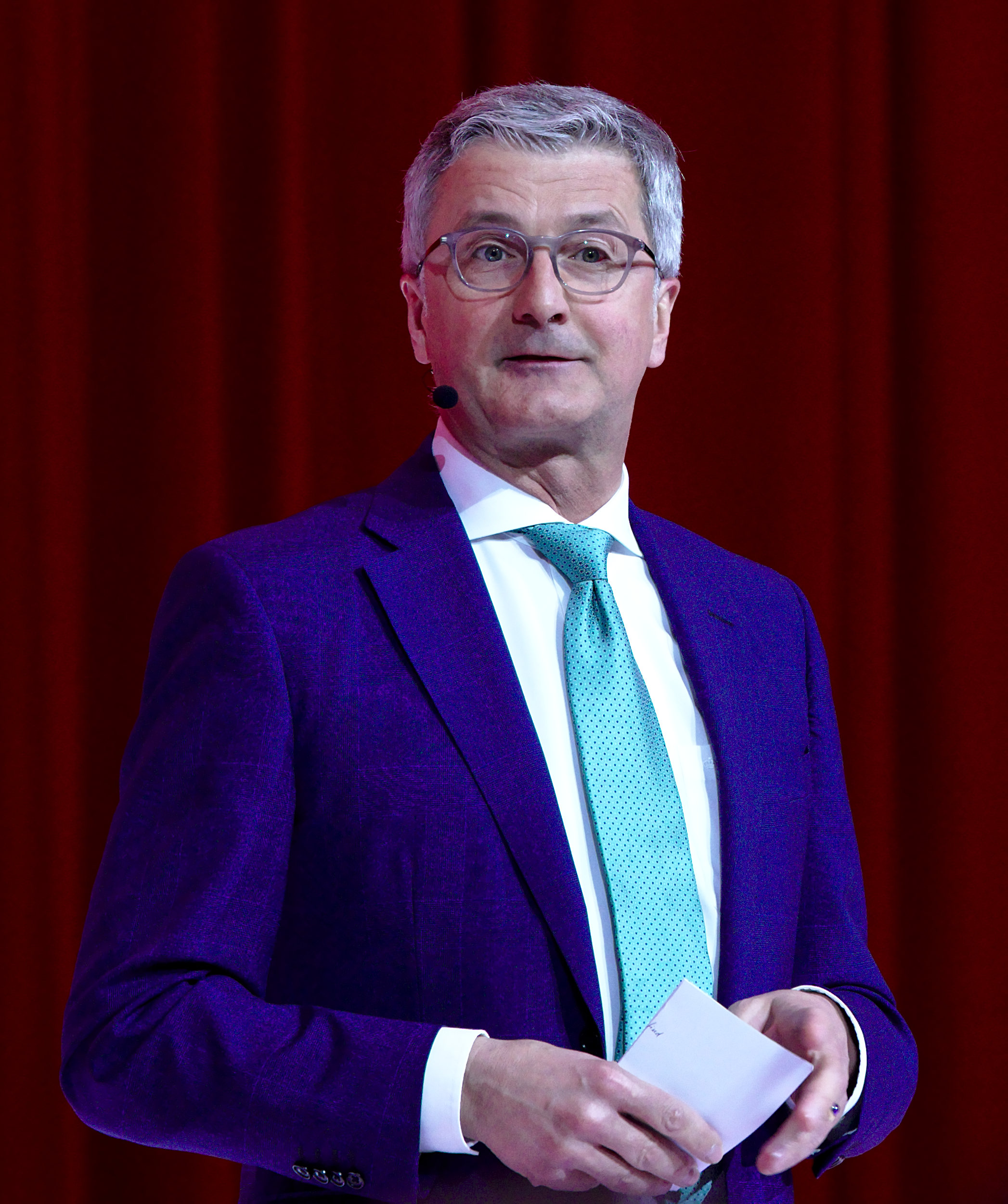
Rupert Stadler (* 1963)

- Stadler, Ruth, deutsche Drehbuchautorin
- Stadler, Siegfried (1953–2023), deutscher Journalist und Autor
- Stadler, Simon (* 1983), deutscher Tennisspieler
- Stadler, Simon (* 1988), Schweizer Politiker (CVP)
- Stadler, Stefan (* 1973), deutscher Spieleautor
- Stadler, Svenja (* 1976), deutsche Politikerin (SPD), MdB
- Stadler, Sylvester (1910–1995), österreichischer SS-Brigadeführer und Generalmajor der Waffen-SSSylvester Stadler (1910–1995)

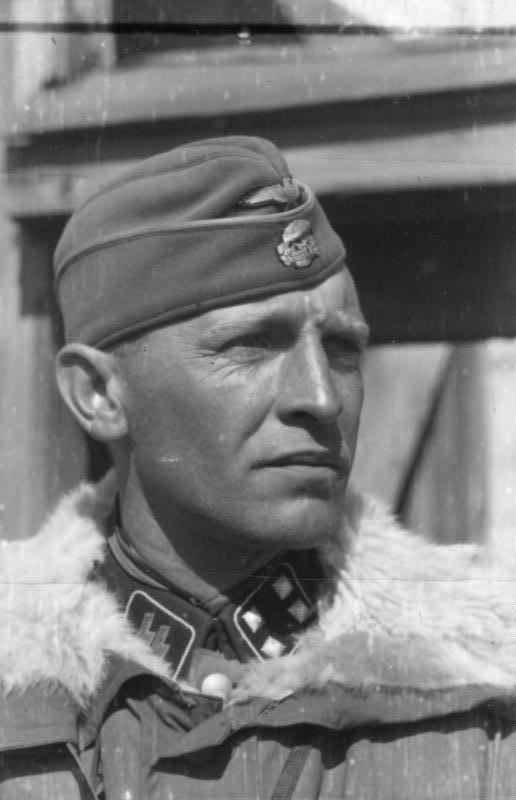
Sylvester Stadler (1910–1995)

- Stadler, Tanja (* 1981), deutsch-schweizerische Mathematikerin
- Stadler, Theo Albert (1910–1984), deutscher Politiker (NSDAP), MdR
- Stadler, Thomas (* 1962), österreichischer Bildender Künstler, Kunstvermittler und Autor
- Stadler, Thomas (* 1986), österreichischer Fußballspieler, -trainer und -funktionär
- Stadler, Thorben (* 1990), deutscher Fußballspieler
- Stadler, Toni junior (1888–1982), deutscher Bildhauer und Zeichner
- Stadler, Ulrich (* 1939), deutscher Literaturwissenschaftler
- Städler, Ulrich (1940–2019), deutscher Maler und Grafiker
- Stadler, Valentina (* 1988), deutsche Mezzosopranistin
- Stadler, Werner (* 1957), österreichischer Politiker (SPÖ), Bundesrat
- Stadler, Wilhelm (1884–1956), deutscher Industriemanager
- Stadler, Wolfgang (* 1954), deutscher Manager
- Stadler-Altmann, Ulrike (* 1968), deutsche Pädagogin
- Stadler-Euler, Maja (* 1941), deutsche Juristin, Rechtsanwältin, ehemalige Richterin und Politikerin (FDP), MdHB
- Stadlhofer, Christian (* 1980), österreichischer Musicaldarsteller und Regisseur
- Stadlhofer, Robert (1917–1998), deutscher Offizier, Brigadegeneral der Bundeswehr
- Stadlhuber, Barbara (1975–2025), österreichische Kellnerin und Sängerin
- Stadlhuber, Christoph (* 1967), österreichischer Manager
- Stadlin, Daniel (* 1954), Schweizer Politiker (GLP)
- Stadlin, Franz Karl (1815–1894), Schweizer Ingenieur und Bahntunnelbauer
- Stadlin, Franz Ludwig (1658–1740), Schweizer Jesuit und Kaiserlicher Hofuhrmacher am Hof in China
- Stadlin, Hans († 1527), Zuger Ratsherr und Landvogt
- Stadlin, Hermann (1872–1950), Schweizer Redaktor, Bankdirektor und Politiker
- Stadlin, Johann Michael (1845–1909), Schweizer Unternehmer und Kantonsrat
- Stadlin, Judith (* 1965), Schweizer Schriftstellerin, Schauspielerin und Kabarettistin
- Stadlin, Lina (1872–1954), Schweizer Juristin
- Stadlin, Manfred (1906–1994), Schweizer Politiker
- Stadling, Jonas Jonsson (1847–1935), schwedischer Journalist und Schriftsteller
- Stadlmair, Hans (1929–2019), österreichisch-deutscher Dirigent und Komponist
- Stadlmann, Monika (* 1977), österreichische Triathletin
- Stadlmann, Nini (* 1976), österreichische Sängerin und Schauspielerin
- Stadlmayer, Viktoria (1917–2004), österreichische Beamtin
- Stadlmayr, Horst (1927–1998), österreichischer Kulturmanager und erster künstlerischer Leiter des Linzer Brucknerhauses
- Stadlmayr, Johann († 1648), österreichischer Komponist des Frühbarock
- Stadlmayr, Ulrike (* 1977), deutsche Ruderin
- Stadlmeier, Sigmar (* 1964), österreichischer Völkerrechtler
- Stadlmüller, Susanne (* 1984), deutsche Eiskunstläuferin
- Stadlober, Alois (* 1962), österreichischer Skilangläufer und Sportfunktionär
- Stadlober, Anja (* 1984), österreichische Synchronsprecherin und Schauspielerin
- Stadlober, Gregor (* 1970), österreichischer Filmemacher und Autor
- Stadlober, Luis (* 1991), österreichischer Skilangläufer
- Stadlober, Robert (* 1982), österreichischer Schauspieler, Synchronsprecher, Musiker und SängerRobert Stadlober (* 1982)

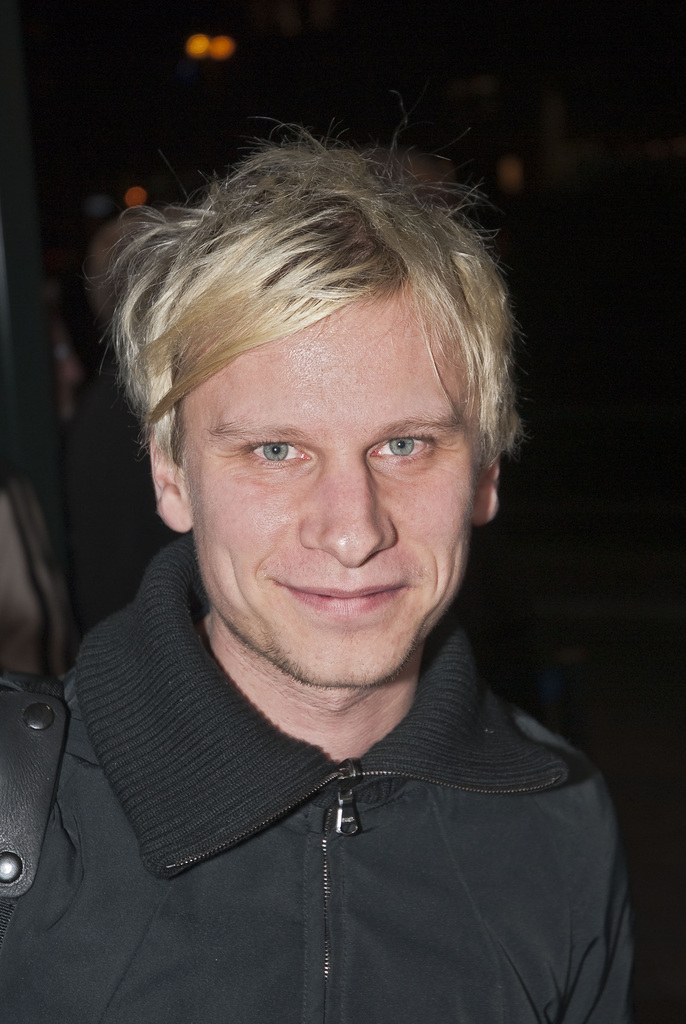
Robert Stadlober (* 1982)

- Stadlober, Roswitha (* 1963), österreichische Skirennläuferin, Sportfunktionärin und Politikerin (ÖVP), Landtagsabgeordnete
- Stadlober, Teresa (* 1993), österreichische SkilangläuferinTeresa Stadlober (* 1993)

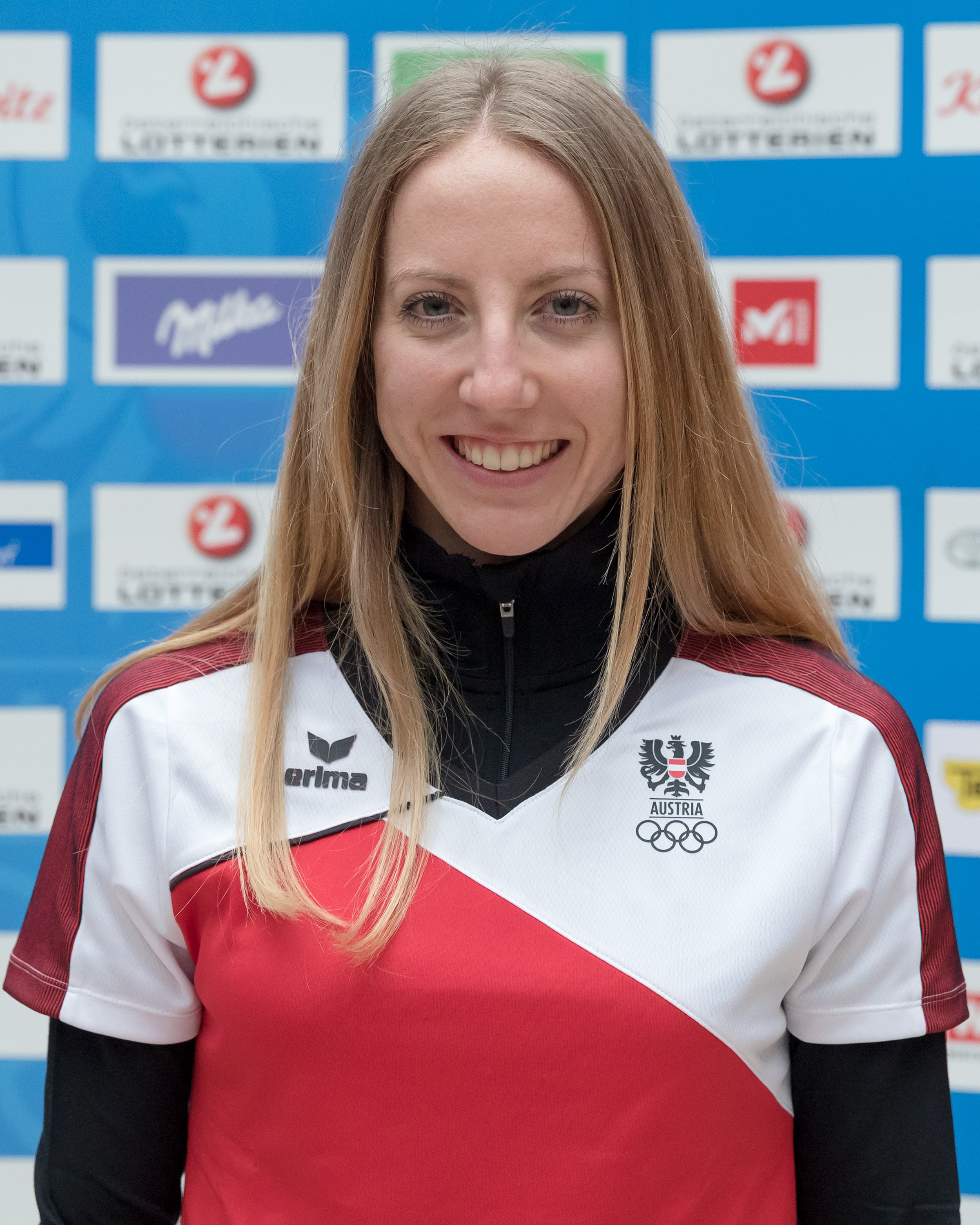
Teresa Stadlober (* 1993)

- Stadlober, Thomas (1834–1896), österreichischer Politiker

### Stadn
- Stadnik, Andrij (* 1982), ukrainischer Ringer
- Stádník, Filip (* 1978), tschechischer Badmintonspieler
- Stadnik, Jana (* 1987), ukrainisch-britische Ringerin
- Stadnik, Mariya (* 1988), ukrainisch-aserbaidschanische Ringerin
- Stadnikov, Sergei (1956–2015), estnischer Ägyptologe, Historiker, Publizist und Übersetzer
- Stadnikow, Georgi Leontjewitsch (1880–1973), sowjetischer Chemiker
- Stadniuk, Ryszard (* 1951), polnischer Ruderer
- Stadnjuk, Iwan Fotijewitsch (1920–1994), sowjetisch-russischer Schriftsteller und Journalist
- Stadnyk, Leonid (1970–2014), größter lebender Mensch
- Stadnykowa, Sofija (1888–1959), sowjetisch-ukrainische Schauspielerin und Sängerin

### Stads
- Stadsgaard, Kris (* 1985), dänischer Fußballspieler

### Stadt
- Stadt, EG van de (1910–1999), niederländischer Yachtkonstrukteur
- Stadtbäumer, Pia (* 1959), deutsche Bildhauerin und Installationskünstlerin
- Städter, Daniela (* 1981), deutsche Journalistin und Leiterin der evangelischen Nachrichtenagentur IDEA
- Stadter, Miriam (* 1987), deutsche Schauspielerin und Sängerin
- Stadtfeld, Felix (* 1972), deutscher Schriftsteller, Philosoph, Publizist und Moderator
- Stadtfeld, Martin (* 1980), deutscher PianistMartin Stadtfeld (* 1980)

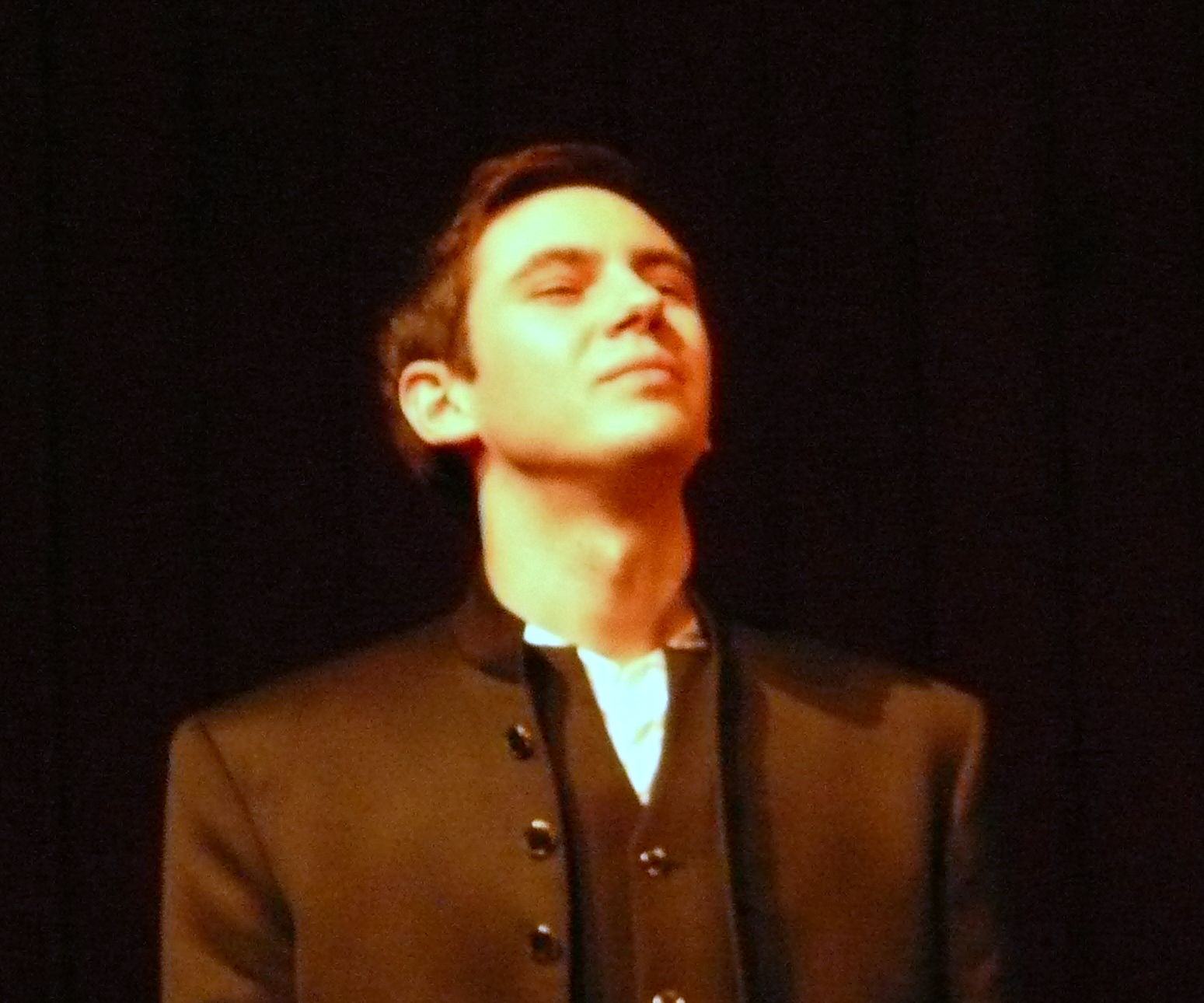
Martin Stadtfeld (* 1980)

- Stadtfeld, Max (* 1993), deutscher Jazzmusiker (Schlagzeug, Komposition)
- Stadthagen, Arthur (1857–1917), deutscher Schriftsteller und Politiker (SPD, USPD), MdR
- Stadtherr, Angela (1899–1983), österreichische Metallbildhauerin und Spenglermeisterin
- Städtke, Herbert (1931–2008), deutscher Konteradmiral der Volksmarine
- Stadtkewitz, René (* 1965), deutscher Politiker (Die Freiheit, vorher CDU), MdA
- Stadtkyll, Marquart von, deutscher Wundarzt
- Stadtlaender, Chris, deutsche Schriftstellerin
- Stadtländer, Karl F. H. (1844–1916), deutscher Jurist, Politiker, MdBB, Senator und Bürgermeister Bremens (1912 und 1914)
- Städtler, Dick (* 1948), deutscher Schauspieler, Musiker und Regisseur
- Stadtler, Eduard (1886–1945), deutscher Politiker (DNVP, NSDAP), MdR, Publizist und Gründer einiger antikommunistischer Organisationen
- Stadtler, Hartmut (* 1951), deutscher Logistikwissenschaftler
- Städtler, Leopold (* 1925), österreichischer römisch-katholischer Priester und Generalvikar der Diözese Graz-Seckau
- Städtler, Sebald (1689–1740), deutscher Proviantverwalter und Wohltäter
- Städtler, Thomas (1957–2024), deutscher Romanist, Sprachwissenschaftler und Hochschullehrer
- Städtler-Mach, Barbara (* 1956), deutsche Theologin und Diakoniewissenschaftlerin
- Stadtman, Earl R. (1919–2008), US-amerikanischer Chemiker
- Stadtmann, Hermann (1818–1864), Schweizer Politiker und Unternehmer
- Stadtmüller, Franz (1889–1981), deutscher Anatom und Studentenhistoriker; Hochschullehrer in Göttingen und Köln
- Stadtmüller, Georg (1909–1985), deutscher Historiker und Byzantinist
- Stadtmüller, Hans (1905–1990), deutscher Schauspieler
- Stadtmüller, Hugo (1845–1906), deutscher Klassischer Philologe
- Stadtmüller, Karl-Heinz (1953–2018), deutscher Geher
- Stadtmüller, Klaus (1941–2021), deutscher Schriftsteller
- Stadtmüller, Peter Alexander (* 1930), deutscher Kirchenmusiker
- Stadtmüller, Ulrich (* 1951), deutscher Mathematiker und Hochschullehrer

### Stadu
- Staduchin, Michail Wassiljewitsch († 1666), russischer Entdecker